# Пепло, Сэмюэл
Сэмюэл Джон Пепло (англ. Samuel John Peploe; 27 января 1871, Эдинбург — 11 октября 1935, там же) — шотландский художник — постимпрессионист, член группы Шотландские Колористы.

## Жизнь и творчество

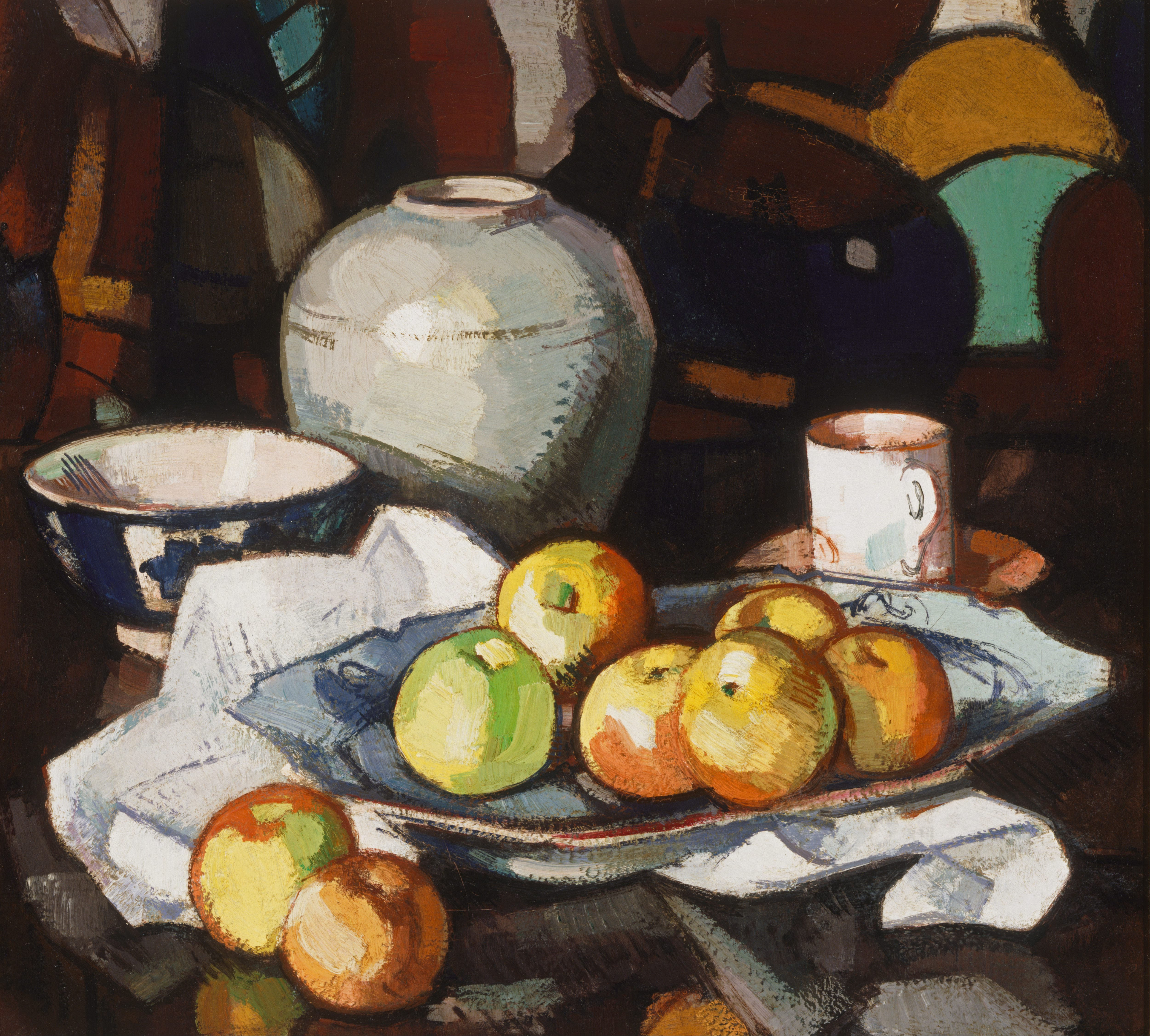
С.Пепло Натюрморт с яблоками и горшком

В период с 1893 по 1894 год С. Пепло изучает живопись на курсах при Королевской Шотландской Академии, а затем — в Париже, в Академии Жюлиана и в Академии Коларосси. В 1895 году он совершает поездку в Голландию, и копирует там полотна Рембрандта и Франса Халса. Начиная с 1901 года Пепло совершает вместе со своим другом, художником Дж. Д. Фергюссоном, несколько поездок на север Франции и на Гебридские острова. Во время этих путешествий Пепло пишет картины, при создании которых много экспериментирует с красками и в плане передачи на полотне световых эффектов. В пейзажах того периода у Пепло ощутимо влияние французских реалистов и художников школы Глазго.
В 1910 году С.Пепло вновь приезжает в Париж. Здесь он пишет преимущественно пейзажи и натюрморты. Эти натюрморты мастера указывают на воздействие на его творчество живописи Эдуарда Мане; эти полотна созданы резкими мазками кисти, в технике импасто с тёмным задним планом, с использованием игры светотени. После своего возвращения в Шотландию Пепло много путешествует по этой стране вместе с друзьями-художниками. В 1920-е годы он проводит летние месяцы вместе с Ф. Каделлом, который тоже был членом группы Шотландские Колористы, на острове Айона, среди Гебридских островов, где оба мастера создают ряд замечательных пейзажей.